# Шимбори-Якубовента
Шимбори-Якубовента (пол. Szymbory-Jakubowięta) — село в Польщі, у гміні Шепетово Високомазовецького повіту Підляського воєводства.
Населення — 44 особи (2011).
У 1975-1998 роках село належало до Ломжинського воєводства.

## Демографія
Демографічна структура станом на 31 березня 2011 року:
|          | Загалом | Допрацездатний вік | Працездатний вік | Постпрацездатний вік |
| -------- | ------- | ------------------ | ---------------- | -------------------- |
| Чоловіки | 21      | 8                  | 11               | 2                    |
| Жінки    | 23      | 5                  | 12               | 6                    |
| Разом    | 44      | 13                 | 23               | 8                    |